# Casper Willem de Sauvage Nolting
Casper Willem de Sauvage Nolting (Haarlem, 29 augustus 1857 - Nijmegen, 2 juni 1911) was een Nederlandse historicus, gemeenteraadslid (1895-1908) en wethouder voor Onderwijs (1907-1908) te Amsterdam. Hij was een liberaal politicus.

## Levensloop
De Sauvage Nolting was een zoon van Willem Dirk Nolting en Petronella de Sauvage. Bij Koninklijk besluit van 20 augustus 1883 nr. 27 kreeg hij toestemming om bij zijn geslachtsnaam Nolting die van de Sauvage te voegen. Hij studeerde Letteren aan de Rijksuniversiteit Leiden en was vervolgens leraar Geschiedenis te Groningen, en later te Amsterdam. Vanaf 1892 was hij arrondissementsschoolopziener te Amsterdam. De Sauvage Nolting was actief in vele besturen die zich bezighielden met het onderwijs. Zo was hij lid van de Commissie van advies van de Avondscholen van de afdeling Amsterdam van het Algemeen Nederlandsch Werklieden Verbond, Voorzitter van het bestuur van de Vereeniging voor spraakgebrekkige en achterlijke kinderen, Voorzitter van de commissie van toezicht van de Gemeente-kweekschool en Vicevoorzitter van de Vereeniging voor Handelsonderwijs. Zijn gezondheid noopten hem in 1908 tot het neerleggen van al zijn functies.

## Publicaties
- Nieuwe bewijzen in zake Naundorff-de Bourbon? (1889)